# Altenburg (Gestratz)
Altenburg (früher: Altzwirkenberg; westallgäuerisch Altsburg, Altǝburg) ist ein Gemeindeteil der Gemeinde Gestratz im bayerisch-schwäbischen Landkreis Lindau (Bodensee).

## Geographie
Der Weiler liegt circa 800 Meter nordwestlich des Hauptorts Gestratz und zählt zur Region Westallgäu. Nordwestlich der Ortschaft verläuft die Obere Argen.

## Geschichte
Altenburg wurde erstmals im Jahr 1155 mit Christiano de Altenburc urkundlich erwähnt. Der Ortsname bezieht sich vermutlich auf den ehemaligen Burgstall der Herren von Zwirkenberg nördlich des Orts, der auch als „Schloßbühl“ oder „Altzwirkenberg“ bekannt ist. 1783 fand die Vereinödung in Altenburg mit sieben Teilnehmern statt.

## Baudenkmäler
Siehe: Liste der Baudenkmäler in Altenburg